# Koromačno
Koromačno (do roku 1910 Predubac, italsky Valmazzinghi) je vesnice a přímořské letovisko v Chorvatsku v Istrijské župě, spadající pod opčinu Raša. Nachází se asi 16 km jihozápadně od Labinu. V roce 2011 zde trvale žilo 180 obyvatel.